# Marcus Cleverly
Marcus Cleverly (Hillerød, Danska, 15. lipnja 1981.) je danski rukometni vratar i nacionalni reprezentativac. Igrač je visok 1,88 m te trenutno nastupa za poljske Vive Targi Kielce. Cleverly je za Dansku debitirao 19. ožujka 2009. u utakmici protiv Slovenije. Najveći reprezentativni uspjeh Cleverly je ostvario 2012. osvojivši europski naslov.